# Подільська міська рада
Подільська міська́ ра́да — орган місцевого самоврядування Подільської міської громади в Подільському районі Одеській області. До 17 липня 2020 р. існував як адміністративно-територіальна одиниця із єдиним містом обласного значення Подільськ.

## Склад ради
Рада складається з 36 депутатів та голови.
- Голова ради: Іванов Анатолій Павлович
- Секретар ради: Обертайло Петро Гнатович

### Керівний склад попередніх скликань
| ПІБ                      | Основні відомості                                                       | Дата обрання | Дата звільнення |
| ------------------------ | ----------------------------------------------------------------------- | ------------ | --------------- |
| Іванов Анатолій Павлович | Міський голова, 1948 року народження, освіта вища, безпартійний         | 26.03.2006   | 31.10.2010      |
| Іванов Анатолій Павлович | Міський голова, 1948 року народження, освіта вища, член Партії регіонів | 31.10.2010   |                 |

Примітка: таблиця складена за даними джерела

### Депутати
За результатами місцевих виборів 2010 року депутатами ради стали:

#### За суб'єктами висування
| Суб'єкт висування                                       | Кількість обраних депутатів | %    |
| ------------------------------------------------------- | --------------------------- | ---- |
| Партія регіонів                                         | 28                          | 77,8 |
| Комуністична партія України                             | 4                           | 11,1 |
| Політична партія Всеукраїнське об'єднання «Батьківщина» | 3                           | 8,3  |
| Народна партія                                          | 1                           | 2,8  |

#### За округами
| № округу                                                | Прізвище, ім'я, по батькові        | Дата визнання обраним | Освіта      | Партійна приналежність                        | Відомості про обраного депутата                                                       |
| ------------------------------------------------------- | ---------------------------------- | --------------------- | ----------- | --------------------------------------------- | ------------------------------------------------------------------------------------- |
| Комуністична партія України                             |                                    |                       |             |                                               |                                                                                       |
| б/м                                                     | Колєснік Григорій Климентійович    | 05.11.2010            | Освіта вища | член Комуністичної партії України             | пенсіонер                                                                             |
| б/м                                                     | Полікарпов Олександр Євгенович     | 05.11.2010            | Освіта вища | член Комуністичної партії України             | Одеська залізниця, охоронець                                                          |
| б/м                                                     | Швець Олена Анатоліївна            | 05.11.2010            | Освіта вища | член Комуністичної партії України             | управління пенсійного фонду м. Котовськ, начальник                                    |
| б/м                                                     | Доронін Анатолій Михайлович        | 05.11.2010            | Освіта вища | член Комуністичної партії України             | Український державний центр радіочастот, начальник ЗПТР                               |
| Народна Партія                                          |                                    |                       |             |                                               |                                                                                       |
| 11                                                      | Гнатюк Микола Миколайович          | 05.11.2010            | Освіта вища | позапартійний                                 | дистанція електропостачання, начальник                                                |
| Партія регіонів                                         |                                    |                       |             |                                               |                                                                                       |
| б/м                                                     | Артеменко Володимир Костянтинович  | 05.11.2010            | Освіта вища | член Партії регіонів                          | пенсіонер                                                                             |
| б/м                                                     | Фараджев Олександр Фатулович       | 05.11.2010            | Освіта вища | член Партії регіонів                          | ТОВ «Одеса», директор                                                                 |
| б/м                                                     | Сухіна Олег Михайлович             | 05.11.2010            | Освіта вища | член Партії регіонів                          | приватний підприємець                                                                 |
| б/м                                                     | Шпакаускас Сергій Панасович        | 05.11.2010            | Освіта вища | член Партії регіонів                          | приватний підприємець                                                                 |
| б/м                                                     | Гінкул Сергій Юрійович             | 05.11.2010            | Освіта вища | член Партії регіонів                          | ТОВ «Помор'я», генеральний директор                                                   |
| б/м                                                     | Кропачов Олексій Дмитрович         | 05.11.2010            | Освіта вища | член Партії регіонів                          | ТОВ «Югвтормет», директор                                                             |
| б/м                                                     | Обертайло Петро Гнатович           | 05.11.2010            | Освіта вища | член Партії регіонів                          | пенсіонер                                                                             |
| б/м                                                     | Балабанов Олексій Володимирович    | 05.11.2010            | Освіта вища | член Партії регіонів                          | Котовське управління газового експлуатаційного господарства ВАТ «Одесагаз», начальник |
| б/м                                                     | Леонтюк Руслан Борисович           | 09.11.2010            | Освіта вища | член Партії регіонів                          | приватний підприємець                                                                 |
| б/м                                                     | Куликов Олександр Юрійович         | 09.11.2010            | Освіта вища | член Партії регіонів                          | пенсіонер                                                                             |
| б/м                                                     | Шаргородський Федір Аркадійович    | 09.11.2010            | Освіта вища | член Партії регіонів                          | пенсіонер                                                                             |
| 1                                                       | Довжанський Яків Омелянович        | 05.11.2010            | Освіта вища | член Партії регіонів                          | церква Покрова Пресвятої Богородиці, настоятель                                       |
| 2                                                       | Дембицька Лариса Миколаївна        | 05.11.2010            | Освіта вища | член Партії регіонів                          | Котовська міська лікарня, операційна медсестра                                        |
| 3                                                       | Лебедєва Ірина Борисівна           | 05.11.2010            | Освіта вища | член Партії регіонів                          | товариство Червоного хреста, голова                                                   |
| 4                                                       | Урсул Тамара Павлівна              | 05.11.2010            | Освіта вища | член Партії регіонів                          | пенсіонер                                                                             |
| 5                                                       | Войцеховська Наталія Альгердасівна | 05.11.2010            | Освіта вища | член Партії регіонів                          | комунальне підприємство «На-Добробут», директор                                       |
| 6                                                       | Плахотний Олександр Анатолійович   | 05.11.2010            | Освіта вища | член Партії регіонів                          | торгова мережа «Стінол», директор                                                     |
| 7                                                       | Ремісник Олена Іванівна            | 05.11.2010            | Освіта вища | член Партії регіонів                          | центр дитячої творчості, керівник гуртка                                              |
| 8                                                       | Кожухар Ольга Анатоліївна          | 05.11.2010            | Освіта вища | член Партії регіонів                          | Котовське медичне училище, заступник директора                                        |
| 9                                                       | Квятковський Віктор Станіславович  | 05.11.2010            | Освіта вища | член Партії регіонів                          | ВАТ «Укртелеком», інженер-електронік                                                  |
| 10                                                      | Кучер Олександр Олександрович      | 05.11.2010            | Освіта вища | член Партії регіонів                          | «СК-Ритуал», директор                                                                 |
| 12                                                      | Курочка Микола Анатолійович        | 05.11.2010            | Освіта вища | член Партії регіонів                          | Котовський ліцей, майстер-вихователь                                                  |
| 13                                                      | Бевзюк Василь Васильович           | 05.11.2010            | Освіта вища | член Партії регіонів                          | Залізничний вокзал ст. Котовськ, начальник                                            |
| 14                                                      | Євтодій Світлана Олександрівна     | 05.11.2010            | Освіта вища | член Партії регіонів                          | комунальне підприємство «Котовськводоканал», інженер з охорони праці                  |
| 15                                                      | Колесник Володимир Григорович      | 05.11.2010            | Освіта вища | член Партії регіонів                          | Котовське вагонне депо, майстер                                                       |
| 16                                                      | Хлівной Іван Сергійович            | 05.11.2010            | Освіта вища | член Партії регіонів                          | приватний підприємець                                                                 |
| 17                                                      | Золотар Любов Олександрівна        | 05.11.2010            | Освіта вища | член Партії регіонів                          | Котовська РДА, секретар                                                               |
| 18                                                      | Кашульський Володимир Пантелійович | 05.11.2010            | Освіта вища | член Партії регіонів                          | комунальне підприємство «Котовськводоканал», начальник                                |
| Політична партія Всеукраїнське об'єднання «Батьківщина» |                                    |                       |             |                                               |                                                                                       |
| б/м                                                     | Валевський Олександр Олексійович   | 05.11.2010            | Освіта вища | член Всеукраїнського об'єднання «Батьківщина» | акціонерне товариство «Дніпро», директор                                              |
| б/м                                                     | Вихованець Михайло Олексійович     | 05.11.2010            | Освіта вища | член Всеукраїнського об'єднання «Батьківщина» | редакція газети «Слово и дело», редактор                                              |
| б/м                                                     | Босенко Віктор Іванович            | 05.11.2010            | Освіта вища | член Всеукраїнського об'єднання «Батьківщина» | Котовський центр зайнятості, директор                                                 |